# 조로 (연호)
조로(調露, 679년 6월 ~ 680년 8월)은 당나라(唐) 고종(高宗) 이치(李治)의 열번째 연호이다. 1년 3개월 동안 사용하였다.

## 개원
- 의봉(儀鳳) 4년 6월 3일[1](679년 7월 15일)에 연호를 조로(調露)로 개원함.[2][3][4][5]

- 조로(調露) 2년 8월 23일[6](680년 9월 21일)에 연호를 영륭(永隆)으로 개원함.[2][3][4][5]

## 연대 대조표
| 조로       | 원년       | 2년        |
| 서기(西紀) | 679년      | 680년      |
| 간지(干支) | 기묘(己卯) | 경진(庚辰) |

## 같이 보기
- 중국의 연호 목록